# Nagy Hajnal Csilla
Nagy Hajnal Csilla (Losonc, 1992.–) költő, író, szerkesztő.

## Élete és munkássága
A Füleki Gimnáziumban érettségizett, az ELTE bölcsészkarán szerzett diplomát magyar nyelv és irodalom alapszakon, majd összehasonlító irodalom- és kultúratudomány mesterszakon.
Első kötete 2016-ban jelent meg Miért félünk az őrültektől címmel, Makói Medáliák díjat kapott érte. 2016 és 2019 között az Irodalmi Szemle online szerkesztője. 2019-ben Móricz Zsigmond irodalmi ösztöndíjban részesült.

## Művei
- Miért félünk az őrültektől?, versek, Kalligram Könyvkiadó, Pozsony, 2016
- Hét, regény, Scolar Kiadó, Budapest, 2021

## Díjai
- Arany Opus díj (2014)
- Makói Medáliák (2017)
- Móricz Zsigmond irodalmi ösztöndíj (2019)